# Девиза
Девиза (фр. devise) — любое денежное средство, выраженное в иностранной валюте.
Девиза является платёжным документом и используется в международных расчетах. К девизам относятся: переводы, чеки, аккредитивы, векселя, иностранные банкноты и иностранные монеты.
Сделки банков с девизами производятся в основном в связи с расчетами по внешней торговле, движением капитала, частично по международному туризму и другим неторговым платежам.
Цена девизы в национальной валюте изменяется с изменением валютного курса.

## В международном платёжном обороте
В период домонополистического капитализма преобладали девизы в виде коммерческих переводных векселей (тратт), выписанных импортёром на экспортёра. С расширением мировой торговли и корреспондентских связей банков девизы приняли форму банковских платёжных средств: векселей, чеков, аккредитивов, платёжных поручений, преимущественно в форме телеграфных переводов, а также взаимных межгосударственных краткосрочных кредитов.
В международном платёжном обороте девизы выступают также в виде банкнот и иностранных ценных бумаг. При золотодевизном стандарте девизы служили обеспечением банкнотной эмиссии и разменным фондом.
Как международные платёжные средства девизы качественно неоднородны и зависят от степени их размена на золото и другие девизы, выраженные в валютах стран, играющих основную роль в международном торговом и платёжном обороте.